# Садыхова, Марал Закир кызы
Марал Закир кызы Садыхова (азерб. Maral Zakir qızı Sadıqova; 1917, Нухинский уезд — ?) — советский азербайджанский табаковод, Герой Социалистического Труда (1949). Мастер табака Азербайджанской ССР (1960).

## Биография
Родилась в 1917 году в селе Ашагы-Шабалыт Нухинского уезда Бакинской губернии (ныне село в Шекинском районе Азербайджана).
С 1935 года — звеньевая колхоза «Азербайджан» Нухинского района. В 1948 году получила урожай табака сорта «Трапезонд» 33,9 центнеров с гектара на площади 3 гектаров. Лауреат золотой медали ВДНХ.
Указом Президиума Верховного Совета СССР от 1 июля 1949 года за получение в 1948 году высоких урожаев табака Садыховой Марал Закир кызы присвоено звание Героя Социалистического Труда с вручением ордена Ленина и золотой медали «Серп и Молот».
Активно участвовал в общественной жизни Азербайджана. Член КПСС с 1946 года. Делегат XXII съезда КПСС и XXVIII съезда КП Азербайджана. Депутат Верховного Совета Азербайджанской ССР 6-го созыва. Делегат 4-го съезда женщин Азербайджана и 3-го съезда колхозников Азербайджанской ССР.
С 1967 года — пенсионер союзного значения. С 2002 года — Персональный пенсионер Азербайджана.